# Деле Аллі
Баміде́ле Джерме́йн «Де́ле» А́ллі (англ. Bamidele Jermaine "Dele" Alli, нар. 11 квітня 1996, Мілтон-Кінз, Англія) — англійський футболіст, півзахисник клубу «Комо».

### Клубна кар'єра
Народився в родині вихідця з Нігерії й англійки. Вихованець футбольної школи місцевого футбольного клубу «Мілтон-Кінс Донс». Дорослу футбольну кар'єру розпочав 2012 року в основній команді того ж клубу, в якій провів три сезони, взявши участь у 74 матчах чемпіонату. Більшість часу, проведеного у складі «Мілтон-Кінс Донс», був основним гравцем команди.

## «Тоттенгем Готспур»
2 лютого 2015 року перейшов до столичного «Тоттенгем Готспур», уклавши зі «шпорами» контракт на п'ять з половиною років. Сума трансферу склала 5 мільйонів фунтів. При цьому решту сезону 2014/15 провів, лишаючись у складі команди з Мілтон-Кінз на орендних умовах.
Дебютував у Прем'єр-лізі за «Тоттенгем» 8 серпня 2015 року, вийшовши на заміну наприкінці гри проти «Манчестер Юнайтед». Поступово став не лише регулярно виходити на заміни, але дедалі частіше опинятися у стартовому складі команди. Протягом дебютного сезону в Лондоні відіграв за «Готспур» 33 матчі в національному чемпіонаті, допомігши команді здобути «срібло» національної першості.
В наступному лишався ключовим гравцем півзахисту лондонської команди. У 2016 і 2017 роках двічі поспіль визнавався Молодим гравцем року за версією Професійної футбольної асоціації.

## «Евертон»
Взимку 2022 року Деле Аллі став футболістом «Евертона».

## Виступи за збірні
2012 року дебютував у складі юнацької збірної Англії U-17. Загалом на юнацькому рівні взяв участь у 15 іграх за команди різних вікових категорій.
З 2015 року залучається до складу молодіжної збірної Англії. На молодіжному рівні зіграв у 2 офіційних матчах.
Того ж 2015 року дебютував в офіційних матчах у складі національної збірної Англії, вийшовши 9 жовтня на заміну на останніх хвилинах гри відбору до ЧЄ-2016 проти збірної Естонії. Ще декілька разів вийшовши на пізні заміни в іграх головної збірної Англії, 17 листопада 2015 року був уперше включений до стартового складу команди на товариську гру проти збірної Франції. У цій грі забив свій перший гол за національну команду.
У травні 2016 року головний тренер збірної Англії Рой Годжсон назвав Аллі, якому на той час лишень виповнилося 20 років, серед 26 гравців розширеного складу команди для підготовки до фінальної частини чемпіонату Європи 2016. Наступного місяця Аллі не лише поїхав з командою на Євро-2016, але й виходив на поле в усіх його іграх — трьох іграх групового етапу і програному ісландцям матчі 1/8 фіналу.
16 травня 2018 року був включений до заявки національної команди на чемпіонат світу 2018.
| Дата       | Місто      | Господарі  | Результат | Гості      | Турнір               | Голи | Примітки |
| ---------- | ---------- | ---------- | --------- | ---------- | -------------------- | ---- | -------- |
| 9-10-2015  | Лондон     | Англія     | 2 – 0     | Естонія    | Відбір до ЧЄ 2016    | -    | 88'      |
| 12-10-2015 | Вільнюс    | Литва      | 0 – 3     | Англія     | Відбір до ЧЄ 2016    | -    | 67'      |
| 13-11-2015 | Аліканте   | Іспанія    | 2 – 0     | Англія     | товариський матч     | -    | 63'      |
| 17-11-2015 | Лондон     | Англія     | 2 – 0     | Франція    | товариський матч     | 1    | 88'      |
| 26-3-2016  | Берлін     | Німеччина  | 2 – 3     | Англія     | товариський матч     | -    |          |
| 29-3-2016  | Лондон     | Англія     | 1 – 2     | Нідерланди | товариський матч     | -    | 82'      |
| 22-5-2016  | Манчестер  | Англія     | 2 – 1     | Туреччина  | товариський матч     | -    |          |
| 2-6-2016   | Лондон     | Англія     | 1 – 0     | Португалія | товариський матч     | -    | 90'      |
| 11-6-2016  | Марсель    | Англія     | 1 – 1     | Росія      | ЧЄ 2016 - 1-й етап   | -    |          |
| 16-6-2016  | Ланс       | Англія     | 2 – 1     | Уельс      | ЧЄ 2016 - 1-й етап   | -    |          |
| 20-6-2016  | Сент-Етьєн | Словаччина | 0 – 0     | Англія     | ЧЄ 2016 - 1-й етап   | -    | 61'      |
| 27-6-2016  | Ніцца      | Англія     | 1 – 2     | Ісландія   | ЧЄ 2016 - 1/8 фіналу | -    |          |
| 4-9-2016   | Трнава     | Словаччина | 0 – 1     | Англія     | Відбір до ЧС 2018    | -    | 64'      |
| 8-10-2016  | Лондон     | Англія     | 2 – 0     | Мальта     | Відбір до ЧС 2018    | 1    |          |
| 11-10-2016 | Любляна    | Словенія   | 0 – 0     | Англія     | Відбір до ЧС 2018    | -    | 73'      |
| 22-3-2017  | Дортмунд   | Німеччина  | 1 – 0     | Англія     | товариський матч     | -    | 71'      |
| 26-3-2017  | Лондон     | Англія     | 2 – 0     | Литва      | Відбір до ЧС 2018    | -    |          |
| 10-6-2017  | Глазго     | Шотландія  | 2 – 2     | Англія     | Відбір до ЧС 2018    | -    | 84'      |
| 13-6-2017  | Сен-Дені   | Франція    | 3 – 2     | Англія     | товариський матч     | -    | 73'      |
| 1-9-2017   | Та-Калі    | Мальта     | 0 – 4     | Англія     | Відбір до ЧС 2018    | -    | 70'      |
| 4-9-2017   | Лондон     | Англія     | 2 – 1     | Словаччина | Відбір до ЧС 2018    | -    | 90+3'    |
| 8-10-2017  | Вільнюс    | Литва      | 0 – 1     | Англія     | Відбір до ЧС 2018    | -    | 81'      |
| 23-3-2018  | Амстердам  | Нідерланди | 0 – 1     | Англія     | товариський матч     | -    | 68'      |
| 2-6-2018   | Лондон     | Англія     | 2 – 1     | Нігерія    | товариський матч     | -    | 81'      |
| 7-6-2018   | Лідс       | Англія     | 2 – 0     | Коста-Рика | товариський матч     | -    | 64'      |
| Усього     |            | Матчів     | 25        |            | Голів                | 2    |          |